# Worstelen op de Olympische Zomerspelen 1924
Worstelen is een van de sporten die beoefend werden tijdens de Olympische Zomerspelen 1924 in Parijs.

## Heren

### Grieks-Romeins

#### bantamgewicht (tot 58 kg)
| rang   | sporter          | land |
| ------ | ---------------- | ---- |
| Goud   | Eduard Pütsep    | EST  |
| Zilver | Anselm Ahlfors   | FIN  |
| Brons  | Väinö Ikonen     | FIN  |
| 4      | Sigfrid Hansson  | SWE  |
| 5      | Adolf Herschmann | AUT  |
| 6      | Ragnvald Olsen   | NOR  |
| 7      | Armand Magyar    | HUN  |
| 7      | Józef Tasnádi    | HUN  |

#### vedergewicht (tot 62 kg)
| rang   | sporter             | land |
| ------ | ------------------- | ---- |
| Goud   | Kaarlo Anttila      | FIN  |
| Zilver | Aleksanteri Toivola | FIN  |
| Brons  | Erik Malmberg       | SWE  |
| 4      | Arthur Nord         | NOR  |
| 5      | Frithiof Svensson   | SWE  |
| 6      | Maurice Capron      | FRA  |
| 6      | Ödön Radvány        | HUN  |

#### lichtgewicht (tot 67.5 kg)
| rang   | sporter              | land |
| ------ | -------------------- | ---- |
| Goud   | Oskari Friman        | FIN  |
| Zilver | Lajos Keresztes      | HUN  |
| Brons  | Kalle Westerlund     | FIN  |
| 4      | Albert Kusnets       | EST  |
| 5      | František Kratochvíl | TCH  |
| 6      | Arne Gaupseth        | NOR  |
| 6      | Mihály Matura        | HUN  |
| 6      | Charles Frisenfeldt  | DEN  |

#### middengewicht (tot 75 kg)
| rang   | sporter                | land |
| ------ | ---------------------- | ---- |
| Goud   | Edvard Westerlund      | FIN  |
| Zilver | Arthur Lindfors        | FIN  |
| Brons  | Roman Steinberg        | EST  |
| 4      | Giuseppe Gorletti      | ITA  |
| 5      | Viktor Fischer         | AUT  |
| 5      | Nicola Grbić           | YUG  |
| 7      | Robert Christoffersen  | DEN  |
| 7      | Wacław Okulicz-Kozaryn | POL  |

#### halfzwaargewicht (tot 82.5 kg)
| rang   | sporter                 | land |
| ------ | ----------------------- | ---- |
| Goud   | Carl Westergren         | SWE  |
| Zilver | Rudolf Svensson         | SWE  |
| Brons  | Onni Pellinen           | FIN  |
| 4      | Ibrahim Moustafa        | EGY  |
| 5      | Emil Weckstén           | FIN  |
| 6      | Rudolf Loo              | EST  |
| 6      | Béla Varga              | HUN  |
| 6      | Antonie Johannes Misset | NED  |

#### zwaargewicht (boven 82.5 kg)
| rang   | sporter         | land |
| ------ | --------------- | ---- |
| Goud   | Henri Deglane   | FRA  |
| Zilver | Edil Rosenqvist | FIN  |
| Brons  | Rajmund Badó    | HUN  |
| 4      | Emil Larsen     | DEN  |
| 5      | Ernst Nilsson   | SWE  |
| 5      | Jānis Polis     | LAT  |
| 5      | Lucien Pothier  | BEL  |

### Vrije stijl

#### bantamgewicht (tot 56 kg)
| rang   | sporter            | land |
| ------ | ------------------ | ---- |
| Goud   | Kustaa Pihlajamäki | FIN  |
| Zilver | Kaarlo Mäkinen     | FIN  |
| Brons  | Bryant Hines       | USA  |
| 4      | Gaston Ducayla     | FRA  |

#### vedergewicht (tot 61 kg)
| rang   | sporter           | land |
| ------ | ----------------- | ---- |
| Goud   | Robin Reed        | USA  |
| Zilver | Chester Newton    | USA  |
| Brons  | Katsutoshi Naito  | JPN  |
| 4      | Sigfrid Hansson   | SWE  |
| 5      | Clifford Chilcott | CAN  |
| 5      | Edvard Huupponen  | FIN  |

#### lichtgewicht (tot 66 kg)
| rang   | sporter            | land |
| ------ | ------------------ | ---- |
| Goud   | Russell Vis        | USA  |
| Zilver | Volmari Wikström   | FIN  |
| Brons  | Arvo Haavisto      | FIN  |
| 4      | George Gardiner    | GBR  |
| 5      | Emile Pouvrouz     | FRA  |
| 6      | William Montgomery | CAN  |

#### weltergewicht (tot 72 kg)
| rang   | sporter         | land |
| ------ | --------------- | ---- |
| Goud   | Hermann Gehri   | SUI  |
| Zilver | Eino Leino      | FIN  |
| Brons  | Otto Müller     | SUI  |
| 4      | Guy Lookabough  | USA  |
| 5      | William Johnson | USA  |

#### middengewicht (tot 79 kg)
| rang   | sporter               | land |
| ------ | --------------------- | ---- |
| Goud   | Fritz Hagmann         | SUI  |
| Zilver | Pierre Ollivier       | BEL  |
| Brons  | Vilho Pekkala         | FIN  |
| 4      | Jaako Penttilä        | FIN  |
| 5      | Robert Christoffersen | DEN  |
| 5      | Noel Rhys             | GBR  |

#### halfzwaargewicht (tot 87 kg)
| rang   | sporter         | land |
| ------ | --------------- | ---- |
| Goud   | John Spellman   | USA  |
| Zilver | Rudolf Svensson | SWE  |
| Brons  | Charles Courant | SUI  |
| 4      | Carl Westergren | SWE  |
| 5      | Walter Wilson   | GBR  |
| 6      | George Rumple   | CAN  |

#### zwaargewicht (boven 87 kg)
| rang   | sporter         | land |
| ------ | --------------- | ---- |
| Goud   | Harry Steel     | USA  |
| Zilver | Henri Wernli    | SUI  |
| Brons  | Andrew McDonald | GBR  |
| 4      | Ernst Nilsson   | SWE  |
| 5      | Johan Richthoff | SWE  |
| 5      | Edmond Dame     | FRA  |

## Medaillespiegel
| rang   | land             | goud | zilver | brons | totaal |
| ------ | ---------------- | ---- | ------ | ----- | ------ |
| 1      | Finland          | 4    | 7      | 5     | 16     |
| 2      | Verenigde Staten | 4    | 1      | 1     | 6      |
| 3      | Zwitserland      | 2    | 1      | 2     | 5      |
| 4      | Zweden           | 1    | 2      | 1     | 4      |
| 5      | Estland          | 1    | 0      | 1     | 2      |
| 6      | Frankrijk        | 1    | 0      | 0     | 1      |
| 7      | Hongarije        | 0    | 1      | 1     | 2      |
| 8      | België           | 0    | 1      | 0     | 1      |
| 9      | Japan            | 0    | 0      | 1     | 1      |
| 9      | Groot-Brittannië | 0    | 0      | 1     | 1      |
| totaal | totaal           | 13   | 13     | 13    | 39     |